# Strike Entertainment
Strike Entertainment est la société de production cinématographique américaine créée par Marc Abraham. Les productions et distributions sont faites en partenariat avec Universal Pictures. On remarque une proximité avec le réalisateur Alfonso Cuarón.

## Filmographie
- 2003 : Bienvenue dans la jungle
- 2004 : American Girls 2
- 2004 : L'Armée des morts
- 2006 : Horribilis
- 2006 : Les Fils de l'homme
- 2006 : Bienvenue en prison
- 2007 : The Possibility of Hope
- 2008 : Creature from the Black Lagoon
- 2011 : The Thing
- 2011 : Time Out
- 2014 : RoboCop